# IPE 06 Curucaca
Die IPE 06 Curucaca ist ein Ultraleichtflugzeug des brasilianischen Herstellers Industria Paranaense de Estruturas (IPE).

## Geschichte und Konstruktion
Im Januar 1990 flog die von IPE entwickelte IPE 06 Curucaca erstmals. Das Flugzeug ist ein zweisitziger abgestrebter Schulterdecker und besteht aus einem Metallrohrrahmen der mit Kunststoffgewebe bespannt ist. Im Cockpit, das durch eine rechts angebrachte Tür betreten werden kann, sitzen Pilot und Passagier hintereinander. Das Flugzeug verfügt über ein konventionelles Leitwerk und ein nicht einziehbares Spornradfahrwerk. Angetrieben wird es von einem modifizierten VW-Motor (T2000) mit 52,2 kW. Es wurden 15 Stück produziert.
IPE plante auf Basis der IPE 06 unter der Bezeichnung IPE 07 ein Schleppflugzeug, das leichter und sparsamer als die von den Aeroclubs verwendeten Paulistinha sein sollte. Unter Verwendung des strukturell verstärkten Rumpfes der IPE 06 sollte es mit stärkeren Motoren von 130 bis 150 PS Leistung ausgerüstet werden. Aus finanziellen Gründen kam das Projekt über die Anfangsplanung nicht hinaus.
Ein amerikanischer Investor stellte zu Beginn der 2000er Jahre Mittel bereit, damit IPE sich wieder dem Flugzeugbau widmen konnte. Das Ergebnis war die IPE 06A, eine erheblich überarbeitete Variante der Curucaca mit STOL-Eigenschaften. Die neue Maschine startete erstmals im Mai 2003 zum Erstflug. Die IPE 06A ist wie ihre Vorgängerin ein zweisitziger abgestrebter Hochdecker. Die Tragflächen sind jedoch mit Aluminium beplankt und der Rumpf ist teilweise mit Verbundwerkstoffen verkleidet. Angetrieben wird die Maschine entweder von einem Lycoming O-235-C mit 85 kW oder einem O-360-A mit 133 kW.

## Technische Daten
| Kenngröße             | Daten (IPE 06)                   | (IPE 06A)                                  |
| --------------------- | -------------------------------- | ------------------------------------------ |
| Besatzung             | 1                                | 1                                          |
| Passagiere            | 1                                | 1                                          |
| Länge                 | 6,30 m                           | 6,50 m                                     |
| Spannweite            | 9,90 m                           | 10 m                                       |
| Höhe                  | 2,30 m                           | ?                                          |
| Flügelfläche          | 13 m²                            | 14 m²                                      |
| Leermasse             | 224 kg                           | 580 kg                                     |
| max. Startmasse       | 444 kg                           | 950 kg                                     |
| Reisegeschwindigkeit  | 120 km/h                         | 180 km/h                                   |
| Höchstgeschwindigkeit | ?                                | 220 km/h                                   |
| Dienstgipfelhöhe      | ?                                | 6000 m                                     |
| Reichweite            | ?                                | 741 km                                     |
| Triebwerke            | 1 × VW-Motor (T2000) mit 52,2 kW | 1 × Lycoming O-360-A-Boxermotor mit 133 kW |